# 安藤家洋館

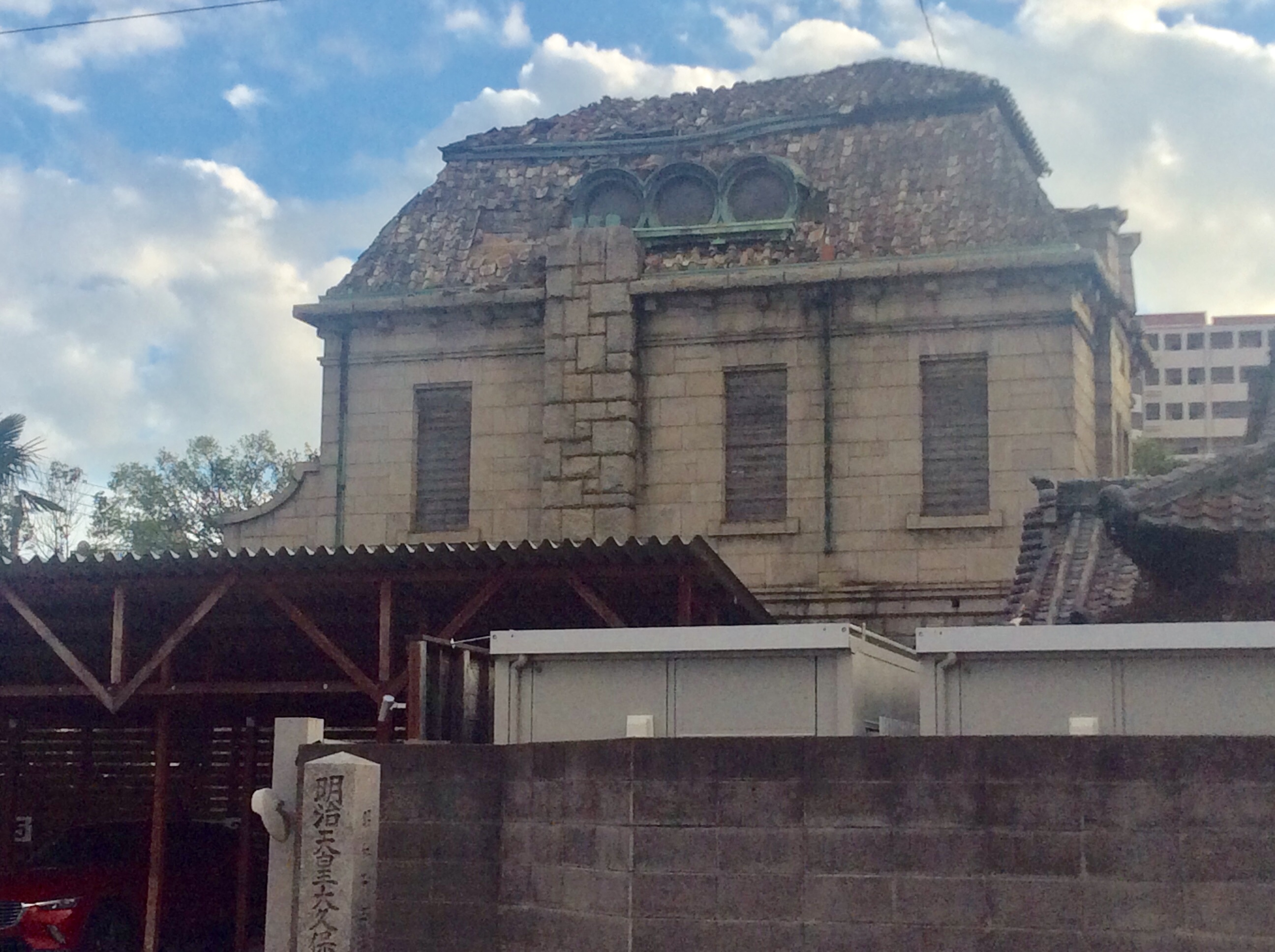
安藤家洋館（北側より撮影）

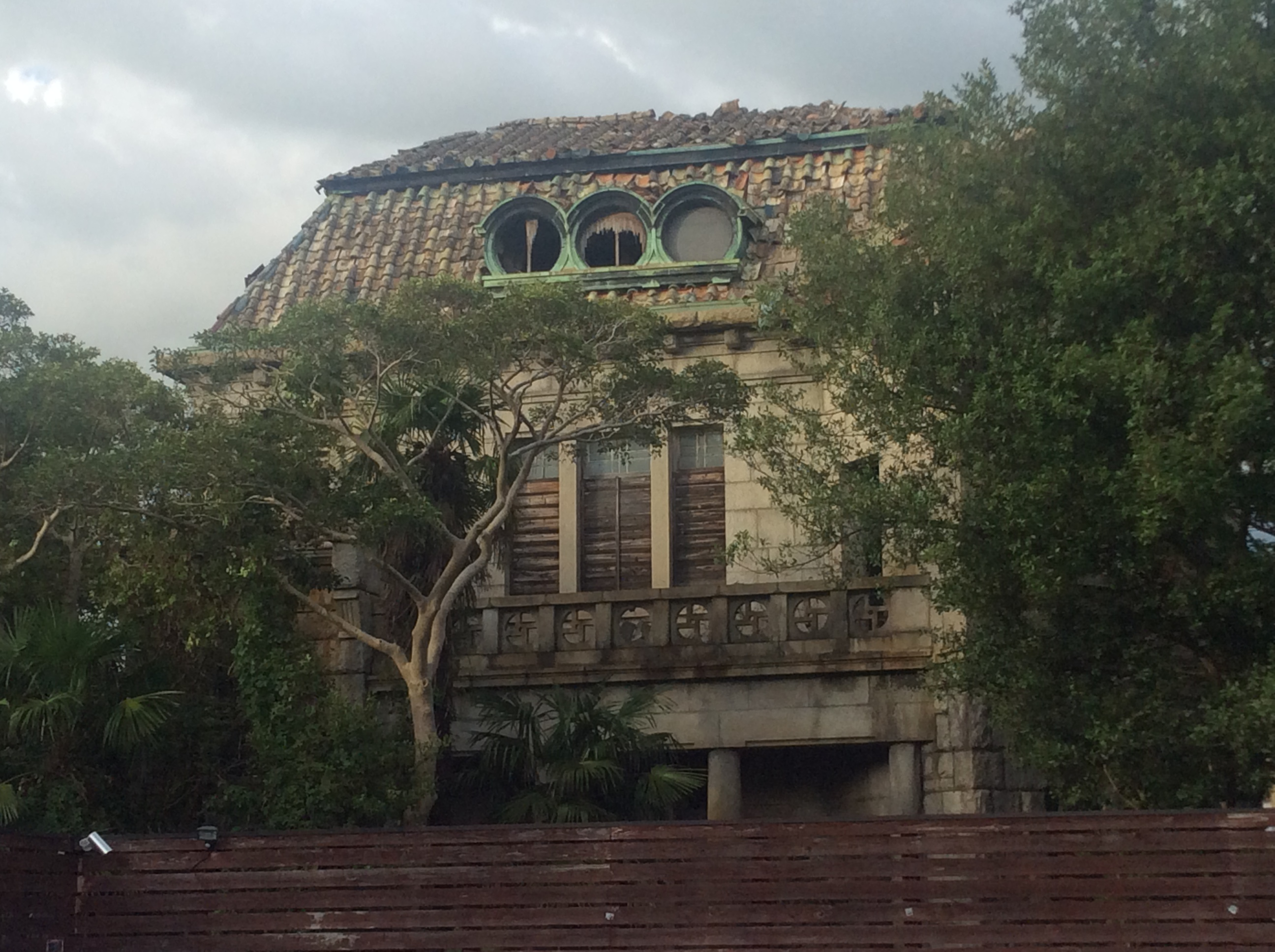
安藤家洋館（南側より撮影）

安藤家洋館（あんどうけようかん）は、兵庫県明石市大久保町にある建物の通称である。JR神戸線大久保駅の少し東側の旧山陽道沿いにある。

## 概要
江戸時代に大久保宿の本陣を務めた安藤家の当主であり、明治から大正にかけて活動した経営者である安藤新太郎が、1919年（大正8年）出身地の大久保に建設した石造りの住宅建築である。設計は東大寺大仏殿の保存などを担当した加護谷祐太郎。完成直前に新太郎が急死したため、新太郎の葬儀の会場として使われただけで、その後は使われていない。老朽化により倒壊する恐れのある事が報道されている。明石市にある唯一の近代建築（洋館）とされ、明石市のわがまち景観50選に選ばれたことがある。
洋館の前にある「明治天皇大久保御小休所建物」の碑は、洋館建設前の1885年（明治18年）に明治天皇が西国巡幸の帰路、この地にあった建物で休憩したことを記念するものである。巡幸当時の建物は洋館建設時に同じ敷地内で移築されている。